# Villarrabé
Villarrabé település Spanyolországban, Palencia tartományban. Villarrabé Santervás de la Vega, Pedrosa de la Vega, Bustillo de la Vega, Renedo de la Vega, Villamoronta, Bustillo del Páramo de Carrión, Cervatos de la Cueza, Ledigos és Lagartos községekkel határos. Lakosainak száma 176 fő (2024).

## Népesség
A település népessége az elmúlt években az alábbi módon változott:
| Lakosok száma | 277  | 251  | 264  | 260  | 248  | 226  | 215  | 208  | 186  | 176  |
|               | 2001 | 2004 | 2007 | 2009 | 2012 | 2014 | 2017 | 2019 | 2022 | 2024 |